# Marele rombicosidodecaedru neconvex
În geometrie marele rombicosidodecaedru neconvex este un poliedru stelat uniform, cu indicele U67. Are 62 de fețe (20 de triunghiuri, 30 de pătrate și 12 pentagrame), 120 de laturi și 60 de vârfuri. Având 62 de fețe este un hexecontadiedru neconvex. Un poliedru neconvex are fețe care se intersectează care nu reprezintă muchii sau fețe noi. Doar cele marcate cu sfere aurii sunt vârfuri, iar cele cu linii argintii sunt laturi.
Este reprezentat prin diagrama Coxeter–Dynkin . Are simbolul Wythoff 5/3 3 | 2 și simbolul Schläfli rr{5/3,3}. Figura vârfului este un patrulater autointersectat.

## Mărimi asociate

### Coordonate carteziene
Are același aranjament al vârfurilor cu și marele dodecicosidodecaedru, coordonatele carteziene ale vârfurilor sale având lungimea laturii 2 și centrat în origine sunt toate permutările pare ale
{\displaystyle \left(\,\pm (2\varphi -3),\,\pm 1,\,\pm 1\,\right).}
precum și toate permutările pare ale
{\displaystyle \left(\,0,\,\pm (2-\varphi ),\,\pm (3-\varphi )\,\right).}
{\displaystyle \left(\,\pm (\varphi -1),\,\pm 2(\varphi -1),\,\pm (2-\varphi )\,\right).}
unde {\displaystyle \varphi ={\frac {1+{\sqrt {5}}}{2}}} este secțiunea de aur.

### Raza circumscrisă
Raza circumscrisă în funcție de lungimea laturilor a este aceeași cu a marelui rombidodecaedru:
{\displaystyle R={\frac {1}{2}}{\sqrt {11-4{\sqrt {5}}}}\,a\approx 0,716891\,a.}

### Volum
Următoarea formulă pentru volum V este stabilită pentru lungimea laturilor tuturor poligoanelor (care sunt regulate) a:
{\displaystyle V={\frac {2}{3}}\left(45-17{\sqrt {5}}\right)\,a^{3}\approx 4,657896\,a^{3}.}

## Poliedre înrudite
Are în comun aranjamentul vârfurilor cu marele dodecaedru trunchiat și cu doi compuși uniformi, compusul de șase prisme pentagonale, respectiv compusul de douăsprezece prisme pentagonale. În plus, are în comun aranjamentul laturilor cu marele dodecicosidodecaedru (având în comun fețele triunghiulare și pentagramice) și cu marele rombidodecaedru (având în comun fețele pătrate).

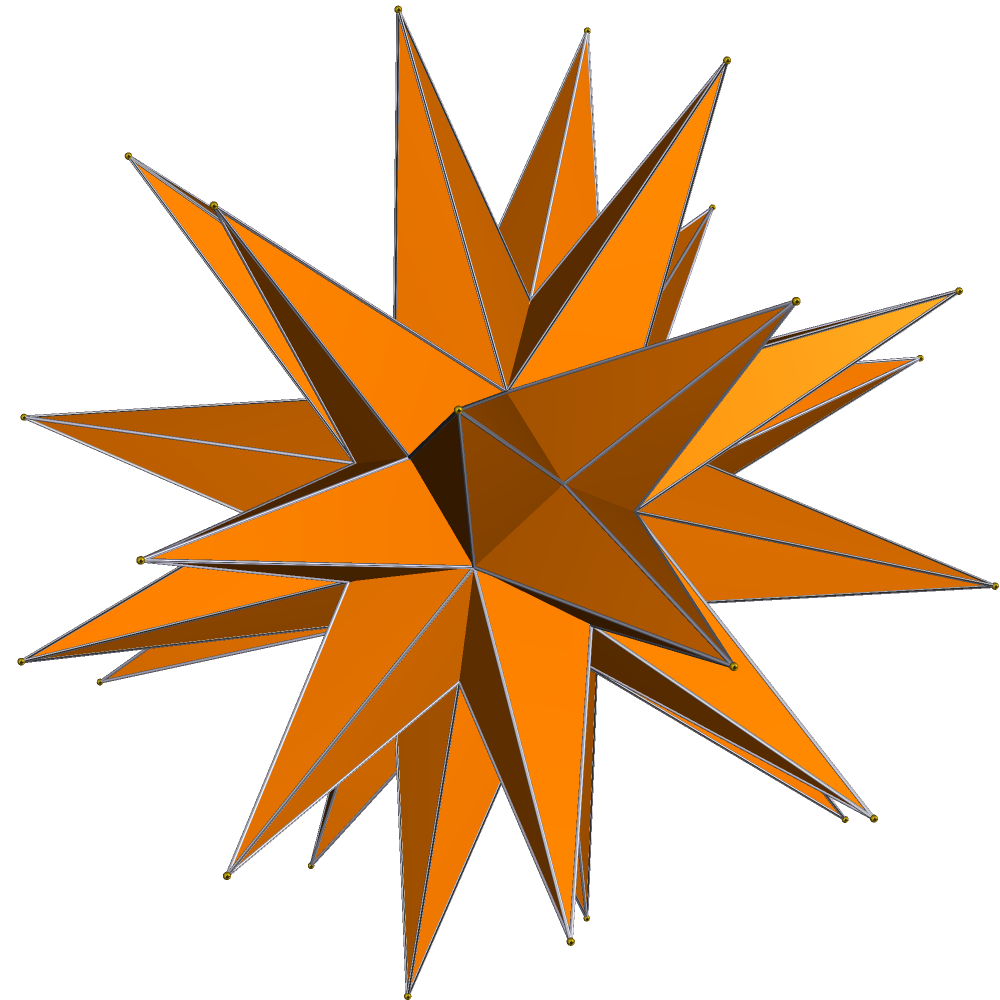
Dual: marele hexacontaedru romboidal

| Marele rombicosidodecaedru neconvex | Marele dodecicosidodecaedru       | Marele rombicosidodecaedru                |
| Marele dodecaedru trunchiat         | Compus de șase prisme pentagonale | Compus de douăsprezece prisme pentagonale |

### Poliedru dual
Dualul său este marele hexacontaedru romboidal.